# Лобан, Жіан, Лореду і Гізанде
Лоба́н, Жіа́н, Лоре́ду і Гіза́нде (порт. Lobão, Gião, Louredo e Guisande; МФА: [ɫu.ˈbɐ̃w, ʒi.ˈɐ̃w, ɫo.ˈɾe.du i gi.ˈzɐ̃.dɨ]) — парафія в Португалії, в муніципалітеті Санта-Марія-да-Фейра. Складова округу Авейру.  Входить до регіону Північ. За старим адміністративним поділом, що був чинним до 1976 року, територія парафії належала провінції Берегове Дору. Заснована 28 січня 2013 року. Площа парафії — 23,93 км², населення — 9860 ос. (2011), густота населення — 412,04 осіб/км²
. Патрон — святі Яків, Андрій, Вікентій і Мамант. Поштовий індекс — 4520. Код  — 010934.
```
Сформована із колишніх парафій 
Лобан
, 
Жіан
, 
Лореду
 та 
Гізанде
.
```

## Географія

Санта-Марія-да-Фейра (2013)
Союз парафій
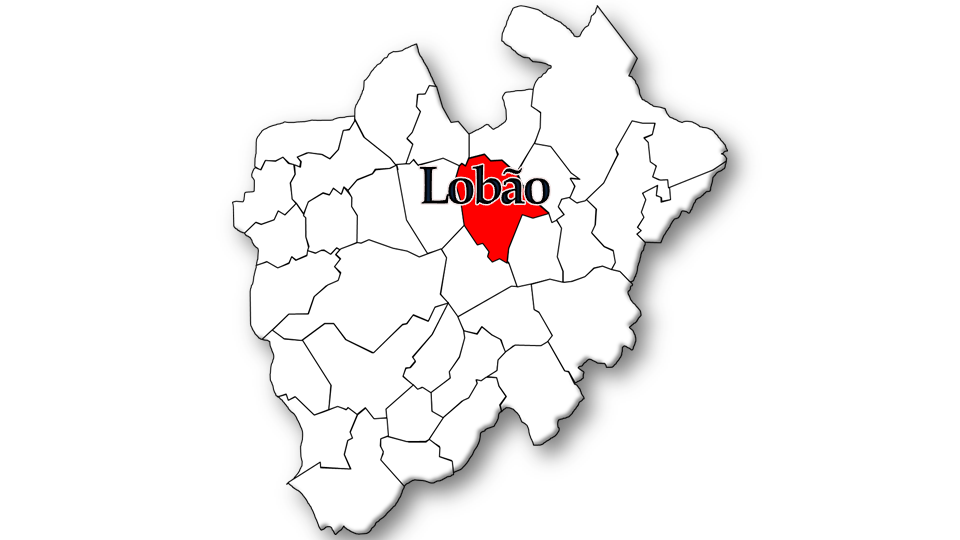
Лобан
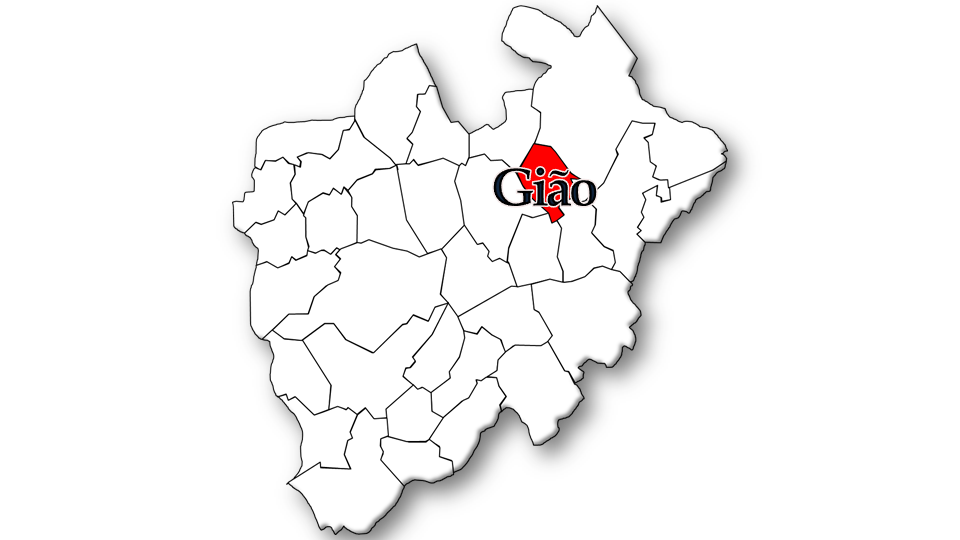
Жіан
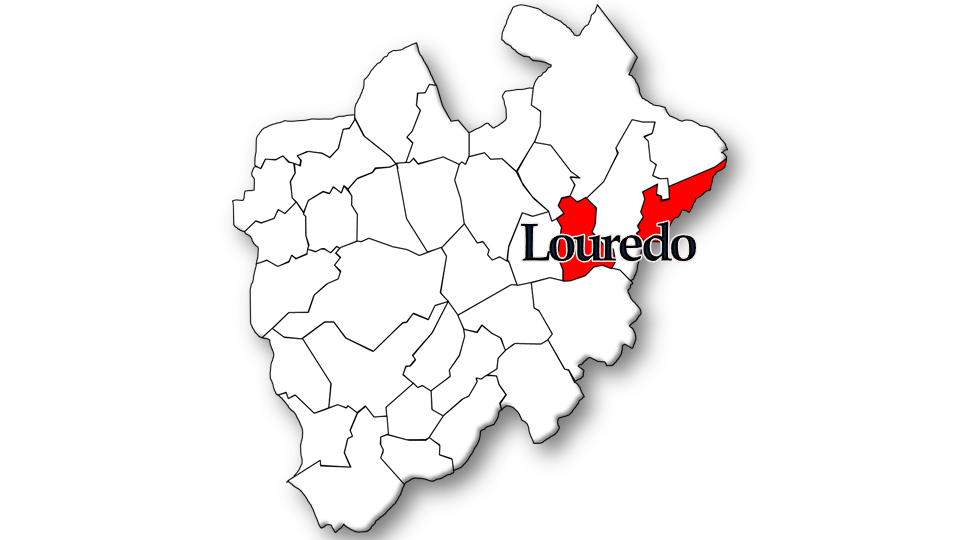
Лореду
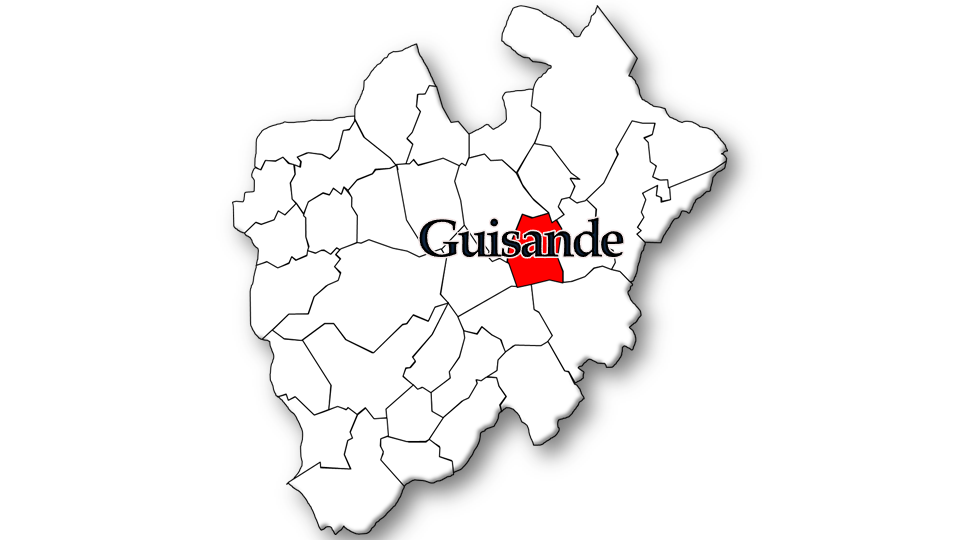
Гізанде

## Населення
| 2011 |
| 9860 |